# روجر كلاود
روجر كلاود هو سياسي أمريكي، ولد في 4 ديسمبر 1909 في دا غراف في الولايات المتحدة، وتوفي في 20 أبريل 1988 في كولومبوس في الولايات المتحدة. نشط حزبياً في الحزب الجمهوري. وقد انتخب عضو مجلس نواب أوهايو ‏.